# Sadd al Mawjib
Sadd al Mawjib är en dammbyggnad i Jordanien. Den ligger i den centrala delen av landet, 60 km söder om huvudstaden Amman. Sadd al Mawjib ligger 131 meter över havet.
Terrängen runt Sadd al Mawjib är varierad. Sadd al Mawjib ligger nere i en dal. Runt Sadd al Mawjib är det ganska tätbefolkat, med 65 invånare per kvadratkilometer. Närmaste större samhälle är Al Qaşr, 16,1 km söder om Sadd al Mawjib. Trakten runt Sadd al Mawjib är ofruktbar med lite eller ingen växtlighet.